# プロジェクト・マンハイ

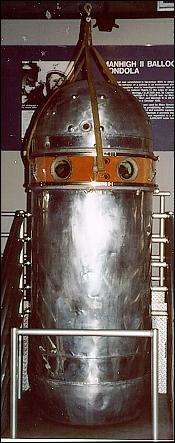
マンハイ II の気球ゴンドラ

プロジェクト・マンハイ（Project Manhigh）はプロジェクト・エクセルシオと同じく、宇宙時代の前段階における軍事プロジェクトで、人間を気球に乗せて大気圏上層に送り込むものであった。

## 経緯
このプロジェクトは、宇宙線の人体への影響を調査するために、1955年12月から開始され、成層圏への気球による飛行が合計3回行われた。
- マンハイI - 高度29,500 m。ジョゼフ・キッティンジャー大尉。1957年6月2日。
- マンハイII - 高度30,900 m。デイヴィッド・サイモンズ少佐。1957年8月19日-20日（32時間）。
- マンハイIII - 高度29,900 m。クリフトン・マクルーア中尉。1958年10月8日。

マンハイ IIのゴンドラの重さはパイロットと搭載した科学装置を含めて合計748 kgにおよび、最高地点では気球は直径60 m、容積85,000 m3にまで膨らんだ。
人間をゴンドラに乗せて気球で高高度に運ぶ類似のプロジェクトは、スイスの物理学者オーギュスト・ピカールによって1931年に行われており、その時の高度は15,785 mであった。

## 参考資料
- Craig Ryan, The Pre-Astronauts: Manned Ballooning on the Threshold of Space, Naval Institute Press, 1995 (ISBN 1-55750-732-5).
- "Touching Space: The story of Project Manhigh" by Gregory P. Kennedy (Schiffer Books).
- "Manhigh" by Lt. Col. David G. Simons (MC) USAF with Don A. Schanche, (Avon Books, 1960).